# Langage inclusif en français
Pour un article plus général, voir Langage épicène.
Le langage inclusif en français est un ensemble de moyens linguistiques qui sont mobilisés dans la langue française pour représenter expressément dans un discours tant les hommes que les femmes, voire les personnes non binaires. Il vise à démasculiniser la langue et à éviter les expressions qui renforceraient les stéréotypes de genre, soit par le dédoublement des marques de genre, soit en les neutralisant (généralement grâce à une forme indifférenciée). L'un de ses objectifs est de favoriser l'égalité entre hommes et femmes. Les débats à son propos commencent dans les années 1980. Son intégration est variable dans la francophonie.
Parmi les possibilités du français inclusif, l'utilisation d'un point médian dans les doubles flexions abrégées est l'objet de critiques principalement par des groupes conservateurs et par certains collectifs de personnes en situation de handicap en raison des difficultés que cette graphie apporte à des personnes dyslexiques, ou à des personnes aveugles ou malvoyantes, dépendantes de logiciels d'aide à la lecture ou de synthèse vocale qui ne peuvent lire une telle écriture.

## Définition
« Le langage non sexiste utilise différentes techniques, graphiques et syntaxiques, pour « assurer une égalité des représentations entre les femmes et les hommes » et lutter contre le sexisme et les inégalités de genre. Il s’agit donc de rendre visibles des femmes et des personnes non binaires, à l’oral ou à l’écrit, en s’opposant à l’idée que le masculin et les hommes représenteraient l’universel. Les termes langage non discriminant, épicène, égalitaire, inclusif, dégenré, non sexiste, démasculinisé, etc. renvoient au même enjeu : bannir l’emploi d’un langage qui reproduit les rapports de genre. »

— Marie Loison, Gwenaëlle Perrier, Camille Noûs, Introduction. Le langage inclusif est politique : une spécificité française ?
Alpheratz, linguiste, définit le langage inclusif comme « l'ensemble de variations du français standard fondées sur le genre et comme variété en usage dans plusieurs groupes sociaux ayant pour point commun une conscience et/ou une politique de genre »,,. C'est ainsi une variation diaéthique, relevant « de la conscience de genre, d'identité, d'égalité et de la performativité de la langue », « conscience d'effectuer un acte politique motivé par une conscience de genre et par le souci du respect des représentations symboliques et des catégories sociales minorisées »,. Ces variations tendent à proposer ou constituer un genre grammatical neutre,,,,,.
Sont observés :

« deux types de métastratégies qui poursuivent un objectif en apparence contraire, la visibilisation de la dualité des genres et la neutralisation des marques genrées ; dans les deux cas, la stratégie peut en principe avoir une étendue locale (c’est-à-dire sans porter atteinte au système du français) ou globale. Dans ce dernier cas, une refonte complète du système de genre serait nécessaire, qui générerait très certainement de vives oppositions conscientes et cognitives. »

— Daniel Elmiger, Binarité du genre grammatical – binarité des écritures ?

## Usages

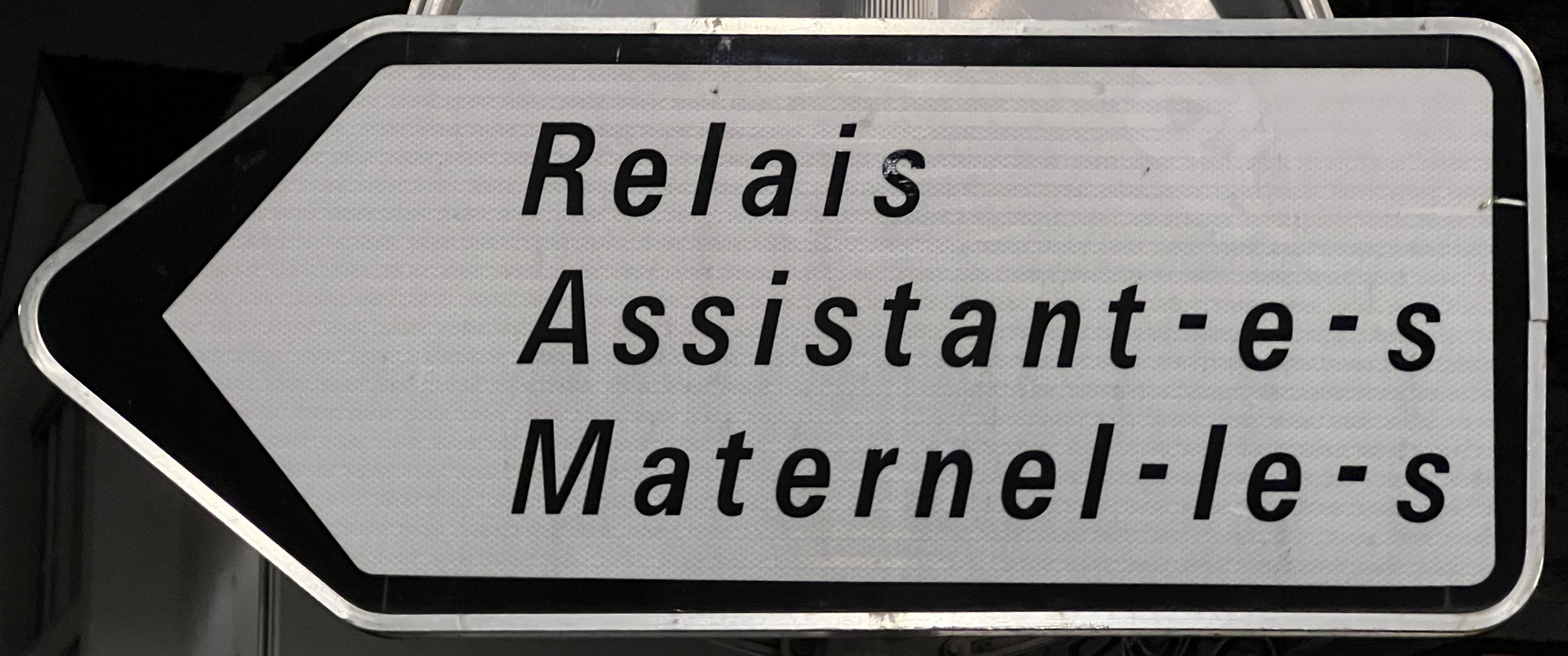
Panneau pratiquant la flexion à trait d'union à Fontenay-sous-Bois.

### Pratiques
Il existe plusieurs pratiques possibles :
- l'emploi de formules englobantes : « la population française », « les droits humains » ;
- l'emploi de mots épicènes, c'est-à-dire prenant la même forme aux deux genres ou pouvant désigner aussi bien des femmes que des hommes : parler d'« élèves du lycée » plutôt que de « lycéens », de « personnalité politique » plutôt que d'« homme politique », au risque d'une altération du sens lorsqu'il n'existe pas de terme épicène strictement équivalent au terme genré. Le genre d'un nom prenant la même forme au féminin et au masculin peut toutefois apparaître dans le contexte si ce nom est précédé d'un article au singulier (« un/une ministre ») ou lorsqu'il est accompagné d'un adjectif (« trois élèves doués/douées »), ce qui doit être pris en compte si on cherche à utiliser un langage non genré[12] ;
- le doublet (ou double flexion) : « Français et Françaises », « toutes et tous », « travailleuses, travailleurs » ;
- les formes contractées (ou doublets abrégés) :
  - l'emploi de parenthèses : « musicien(ne) ». Les parenthèses peuvent être également utilisées pour noter un pluriel facultatif : « le(s) musicien(ne)(s) » ;
  - l'emploi du caractère « / » : « musicien/ne » ;
  - l'emploi du E en capitale : « motivéEs »… Cette forme est fréquemment utilisée en allemand ;
  - l'emploi du trait d'union : « musicien-ne-s », « motivé-e-s », et même l'article « un-e » ;
  - l'emploi du point médian, qui est semblable au trait d'union mais plus discret, avec ou sans un deuxième point[13] : « musicien·nes » (ou « musicien·ne·s »), « motivé·es » (ou « motivé·e·s »), mais empêche la lecture d'un texte par certains logiciels de synthèse vocale[14]. Des solutions existent avec des outils pour améliorer le support par les lecteurs d'écrans[15],[16],[17],[18];
  - l'emploi du point, plus facile d'accès sur un clavier que le point médian, mais qui peut prêter à confusion : « musicien.ne.s », « motivé.e.s » ;
  - la double flexion abrégée : « acteurs/trices » ou « acteurs·trices ».
  - l'emploi de néologismes mélangeant les deux flexions : « agriculteurices ».
- les flexions neutres néologiques en æ, x, z (au pluriel)[4],[19], aire, an[20],[4].

### Féminisation et neutralisation
La féminisation consiste à utiliser des formes féminines pour expliciter la présence possible de femmes et/ou de filles dans un groupe. Des doublons, doublets ou « formes pairées », sont utilisés pour marquer la féminisation ; des « étudiantes et/ou étudiants », au lieu de parler des « étudiants ». Ce procédé soulève cependant plusieurs questions :
- Quel ordre de mention choisir ?
- Pour certains noms de métiers, quelle version féminine choisir ? Par exemple, « professeuse » ou « professeure ». Le dictionnaire de Thérèse Moreau présente un historique et une réflexion sur la féminisation des noms de métiers[22].
- Les doublons nous poussent-ils à nous représenter le genre de manière binaire ?

La neutralisation consiste à ne pas définir une personne ou un groupe en fonction d'un genre. Plusieurs stratégies peuvent alors être utilisées :
- l'utilisation d'un troisième genre grammatical (comme en allemand) ;
- l'utilisation de termes épicènes (comme « une personne », par exemple) ;
- la désignation d'un groupe plutôt que l'utilisation de doublons (« la population migrante » au lieu du doublon « les migrantes et les migrants ») ;
- la reformulation afin d'éviter d'expliciter le genre.

### Non-binarité dans la langue

#### Genre neutre et traces du neutre
En français, le genre grammatical neutre issu du système de genre latin ne subsiste que sous forme de traces, (ce, ceci, cela, l'adjectif pis). Toutefois, en France, l'Académie française considère qu'en français, le neutre est exprimé par le recours au masculin utilisé en tant que genre non marqué. Cette position est contestée par le Haut Conseil à l'égalité et des linguistes comme Éliane Viennot puisque les formes au « masculin générique », comme le montrent les recherches en psycholinguistique,,, « active[nt] moins de représentations de femmes auprès des personnes interpellées qu'un générique épicène ».
De plus des propositions d'un genre grammatical neutre existent (système al d'Alpheratz, celui de Florence Ashley),, ainsi que des typographies inclusives (les fontes non binaires Cirrus Cumulus et VG500 de « la collective » franco-belge Bye Bye Binary, la police inclusive de Tristan Bartolini).

#### Français neutre et néologie
Florence Ashley distingue deux possibilités de neutralisation : l'approche modulaire où le choix des stratégies de français neutre est libre (facilité d'adoption et d'apprentissage de par sa flexibilité), et l'approche systémique, où le choix de celles-ci est fixé par un ensemble de règles (plus rigoureuse et ainsi plus apte à être adoptée institutionnellement).
Les personnes non binaires peuvent utiliser des néologismes. Pour se désigner, elles peuvent décider d'utiliser des néopronoms et des néoarticles, des pronoms ou des articles non genrés. Il s'agit d'un choix qui varie selon chaque personne non binaire. Certains pronoms sont déjà utilisés dans la communauté LGBTQ francophone, tandis que d'autres sont inventés par les personnes elles-mêmes. Ainsi, plusieurs pronoms ont été inventés pour pallier l'absence de pronom neutre en français. Le pronom « iel », (aussi écrit « yel » ou « ielle ») est le plus utilisé selon une enquête menée en 2017 par le blog La vie en Queer sur la base 286 réponses. Il existe cependant d'autres néopronoms, comme « ille », « ul », « ol », « ael », « æl », ou « ele »,. Pour remplacer les pronoms « lui » et « elle » (« avec lui / elle ») « ellui » est employé. Les pronoms totalisants comme « toustes », « touz », et « tou-te-s » sont utilisés à la place de « tous » ou « toutes ».
Ces néopronoms sont accompagnés de néoarticles, comme « lae » pour « le / la ». Les adjectifs possessifs comme « mon » ou « ma » sont parfois remplacés par des formes comme « mo », « maon » ou « man » et les pronoms démonstratifs « celui » et « celle » par « cellui », ainsi que « celleux » ou « ceuses » au pluriel.
Les accords associés dépendent des personnes : accords féminins, accords masculins ou double flexion abrégée (« iel est content·e »), ou bien encore accords alternés. Il existe d'autres formes pronominales néologiques telles que des marqueurs (suffixes) de neutre tels que « x » ou « æ »,,. Le pronom neutre « al » est accompagné d'accords neutres « an, aine, aire, al, x, z ».
|                            | Masculin      | Feminin     | Formes non binaires                                                                   |
| -------------------------- | ------------- | ----------- | ------------------------------------------------------------------------------------- |
| Pronom personnel singulier | il            | elle        | iel, yel, ielle, ael, æl, aël, ol, olle, ille, ul, ulle, al, i, im em, el,, elli, yol |
| Pronoms toniques           | lui/ eux      | elle/ elles | ill[réf. nécessaire] ellui, elleux,, euxes                                            |
| Article définis            | le            | la          | lu, li, lia, lae,, lo, lea, le.a, le-a, la-e, læ, ly, l'                              |
| Articles indéfinis         | un            | une         | um,, om, on, im, an, un.e, uno, unu, yn                                               |
| Déterminant possessif      | mon/ ton/ son | ma/ ta/ sa  | mo/ to/ so man/ tan/ san, maon/taon/saon ma.on/ ta.on/ sa.on                          |

| Catégorie                                 | Français genré                 | Approche modulaire (termes apparemment les plus communs au Québec) | Système proposé  |
| ----------------------------------------- | ------------------------------ | ------------------------------------------------------------------ | ---------------- |
| Pronoms personnels                        | Elle, il, lui, elles, ils, eux | Iel, iels, ille, illes, ellui, elleux                              | Al, lu, als, auz |
| Pronoms démonstratifs                     | Celle, celui, celles, ceux     | Cellui, celleux, ceuzes                                            | Céal, çauz       |
| Articles définis                          | La, le                         | Lea, lae, læ                                                       | Lu               |
| Articles indéfinis                        | Une, un                        | Un·e, an                                                           | An               |
| Articles contractés                       | Au, du                         | À lea, de lea, à læ, de læ                                         | À lu             |
| Déterminant démonstratif                  | Cette, ce, cet                 | Cet·te                                                             | Çu               |
| Déterminants possessifs                   | Ma, ta, sa, mon, ton, son      | Maon, taon, saon, man, tan, san                                    | Mu, tu, su       |
| Déterminants interrogatifs et exclamatifs | Quelle, quel                   | Quel·le, quæl                                                      | Quéal            |
| Autre/plusieurs                           | Toute, tout, toutes, tous      | Tout·e, tou·te·s, touz                                             | Touxe, touze     |

L'emploi des pronoms et accords demandés permet d'assurer aux personnes non binaires une meilleure santé mentale,, aussi est-il recommandé de ne pas les mégenrer,. Toutefois l'usage de ces néologismes non binaires est actuellement rare dans les discours dominants et se retrouve dans les sous-cultures trans, non-binaires et queers. L'emploi des néopronoms fait l'objet de critiques et parfois de moqueries.
L'emploi des néopronoms n'est pas approuvé par les autorités linguistiques de la langue française. Au Québec, l'Office québécois de la langue française évoque, en matière de rédaction non binaire, le recours à la formulation neutre, c'est-à-dire « l’ensemble des procédés de rédaction qui privilégient les termes ou les tournures qui ne comportent pas de marques de genre relatives à des personnes ». En revanche, il « ne conseille pas le recours aux néologismes comme le pronom de troisième personne « iel » ou le nom « frœur » en remplacement de « frère/sœur » que la rédaction non binaire emploie, en complément de la formulation neutre », considérant que ces néologismes « restent propres aux communautés de la diversité de genre ».

### L'accord de proximité
L'accord de proximité est un accord grammatical qui consiste à accorder le genre et éventuellement le nombre de l’adjectif avec le plus proche des noms qu’il qualifie et le verbe avec le plus proche des chefs des groupes coordonnés formant son sujet. Cet accord, présent en latin mais progressivement abandonné en français, a commencé à être disqualifié à partir du XVIIe siècle.
L'accord au masculin a donc pu être considéré comme une marque de domination masculine. Ainsi, pour justifier la primauté du masculin, l'abbé Bouhours déclare en 1675 que « quand les deux genres ſe rencontrent, il faut que le plus noble l’emporte » ; étant entendu que, comme l'explique le grammairien Beauzée en 1767, Le genre maſculin eſt réputé plus noble que le féminin, à cauſe de la ſupériorité du mâle ſur la femelle (« Le genre masculin est réputé plus noble que le féminin, à cause de la supériorité du mâle sur la femelle »). Cependant, pour la linguiste Danièle Manesse, qui entend résumer ainsi les travaux de l'historien André Chervel, la formule « le masculin l'emporte sur le féminin » n'est quasiment pas présente dans les manuels scolaires, tant au XVIIe siècle qu'au XXe siècle (Louis-Nicolas Bescherelle, en 1850, utilise en effet à la place la formule « le masculin est plus noble que le féminin »). Pour André Chervel, « le petit nombre des occurrences de la formule dans l'imprimé contraste avec son incroyable célébrité ».

## Études linguistiques

### Sur la lisibilité
Les psycholinguistes Pascal Gygax et Noelia Gesto ont étudié la lisibilité de textes féminisés chez une population valide et ont démontré que la lecture est ralentie uniquement à la première occurrence et ne pose pas de problèmes de compréhension,. L'étude s'est déroulée de la façon suivante : ont été données « à lire à 40 étudiantes et étudiants cinq descriptions de différentes professions. Pour chacune de ces professions, quatre descriptions différentes ont été rédigées : une version avec la profession au masculin, une avec la profession au féminin et deux versions avec la profession sous formes épicènes. La vitesse de lecture des descriptions de professions sous une forme épicène ou féminine, même si celle-ci était plus lente à la première occurrence du nom de métier, retrouvait son rythme normal, ceci dès la deuxième occurrence, indiquant un effet d’habituation. Les résultats indiquent par ailleurs que la féminisation des noms de métiers ne joue pas de rôle quant à la valorisation ou la dévalorisation de ces métiers ».
De même, Julia Tibblin, dans son étude sur l'évaluation des textes en français inclusif, rapporte que « le texte rédigé en langage inclusif est moins bien évalué, mais semble être aussi bien compris que le même texte au masculin générique. Des analyses supplémentaires montrent une corrélation positive entre les attitudes envers le langage inclusif et l’évaluation du texte, mais seulement lorsque le texte est écrit avec ce type de rédaction. ».

### Sur l'efficacité dans la lutte contre le sexisme
Environ trois cents études menées entre le début des années 1980 et 2024 dans une quinzaine de pays européens et nord-américains montrent que l'écriture inclusive change les représentations mentales et fait diminuer les stéréotypes discriminatoires,.

## Historique et réception

### Internationale
Le Comité des Ministres du Conseil de l'Europe publie en 1990 une recommandation enjoignant ses États membres à utiliser un langage non sexiste.
Les linguistes Daniel Elmiger et Verena Tulger remarquent que les espaces francophones et italophones en contact avec d'autres langues (Québec, Trentin-Haut-Adige) sont plus sensibles à la féminisation de la langue. De même Julia Tibblin observe que « les personnes habitant dans une aire linguistique francophone autre que la France ont des attitudes plus positives que les Français-es envers le langage inclusif. ».
Elle constate aussi que « les femmes ont des attitudes plus positives envers le langage inclusif que les hommes » et observe « une corrélation positive entre les attitudes d’une personne envers l’égalité des genres et ses attitudes à l’égard du langage inclusif ».

### Belgique
Fin septembre 2021, un projet de décret « relatif au renforcement de la féminisation des noms de métier, fonction, grade ou titre et aux bonnes pratiques non discriminatoires quant au genre, dans le cadre des communications officielles ou formelles » est approuvé à l'unanimité par la commission Droit des femmes du Parlement de la Fédération Wallonie-Bruxelles. Ce décret concerne l'ensemble des communications orales et les documents écrits émanant des instances de la Fédération (gouvernement, Parlement…), des communes, des provinces et des institutions subventionnées ou reconnues par la Communauté française. Différents principes sont définis :
- les noms de métier, fonction, grade ou titre doivent être formulés au féminin lorsqu'ils concernent une ou plusieurs femmes ;
- pour des ensembles mixtes, les formules doubles, épicènes ou passives sont à privilégier ;
- la forme générique masculine et les pronoms masculins peuvent être utilisés pour désigner des ensembles mixtes à condition que ce caractère mixte soit clairement préétabli ;
- l'usage du point médian est limité au contexte écrit où l’espace manque.

Ce décret est adopté le 14 octobre 2021.

### France

#### Débat linguistique
Le 18 septembre 2020, dans une tribune publiée sur le site de Marianne, 32 linguistes (dont Élisabeth Bautier, Louis-Jean Calvet, André Chervel, Pierre Le Goffic, Georges Kleiber et Georges-Elia Sarfati) dénoncent les difficultés d'apprentissage que poserait l'écriture inclusive, l'impossibilité de l'oraliser et son militantisme. Selon eux, « la langue n’a pas pour principe de fonctionnement de désigner le sexe des êtres » et « la langue ne détermine pas la pensée ». Ils affirment qu'« [e]n introduisant la spécification du sexe, on consacre une dissociation, ce qui est le contraire de l’inclusion et que, [e]n prétendant annuler l’opposition de genre, on ne fait que la systématiser ».
Une semaine plus tard, une autre tribune publiée sur le site Mediapart et signée par 65 linguistes (dont Maria Candea, Laurence Rosier et Laélia Véron) prend le contre-pied de la première. Selon eux, les signataires de la tribune de Marianne réduisent abusivement l'écriture inclusive au point médian et « abdiquent toute l’intelligence de leurs travaux scientifiques en cédant à la panique devant une ressource typographique en pleine expansion depuis au moins 20 ans. » Ils dénoncent notamment une « crispation obsessionnelle sur les abréviations utilisant des points médians »,. Ces linguistes rappellent enfin que la question des « difficultés de lecture et d’apprentissage du français, que viendrait compliquer l’« écriture inclusive » », reste ouverte.
Un article paru le 11 octobre 2020 dans The Conversation et signé notamment par Pascal Gygax fait le bilan des deux positions et du débat. L'article rappelle que l'usage du masculin pour désigner une personne dont on ne connaît pas le genre (comme dans une offre d'emploi) engendre des représentations masculines. Selon la bibliographie scientifique mobilisée par les auteurs, l'emploi du masculin pluriel pour désigner des groupes mixtes ne permet pas de rendre compte de la réalité mixte du groupe et c'est donc le sens spécifique d'"homme" qui est activé (masculin=homme). L'article enjoint donc à utiliser les doublons (chirurgiennes et chirurgiens) et rappelle qu'aucune étude n'a établi de ralentissement de la lecture. Il mentionne aussi que l'ordre de mention fait que le premier terme est interprété comme plus important. Chez un public d'étudiants, la lecture est légèrement ralentie à la première occurrence mais revient ensuite à la normale et le manque d'étude ne permet pas de statuer sur les causes du ralentissement et de l'habituation ni de généraliser les résultats à d'autres populations. En revanche, l'article relève que l'usage des doublons dans les métiers permet aux femmes de se sentir plus confiantes et aptes à exercer ces métiers. Enfin, en s'appuyant sur l'argument que l'accord de proximité était présent à 45 % dans les textes anciens, l'article recommande une souplesse dans les accords.

#### Débat politique et décisions de justice
L'opposition à ce qui s'appelle aussi langage non sexiste connait trois grandes vagues : au début des années 1980 puis à la fin des années 1990 lors des « batailles de la féminisation », puis en 2017 à propos de l'insertion de l'écriture inclusive dans les manuels scolaires et de l'emploi du masculin dit neutre. Si les débats sont particulièrement virulents en France, on les retrouve dans tous les pays où ont lieu de telles évolutions
En France le débat est largement commenté par les différentes classes politiques, et suscite une opposition généralisée de la droite et de l'extrême-droite,. Ces groupes tendent à s'opposer plus généralement aux causes féministes et LGBT+.
En 1984 le gouvernement français diffuse une circulaire en faveur de « la féminisation des titres et fonctions et, d’une manière générale, le vocabulaire concernant les activités des femmes » et crée une « commission de terminologie chargée d'étudier la féminisation des titres et des fonctions, et d'une manière générale, le vocabulaire concernant les activités des femmes »,, commission présidée par Benoîte Groult. Deux circulaires du Premier ministre se prononcent en sa faveur : le 11 mars 1986 et le 6 mars 1998.
L'article 1er de la loi no 2008-496 du 27 mai 2008 sur la discrimination et les guides pratiques diffusés par le Haut Conseil à l'égalité entre les femmes et les hommes, ainsi que la DILCRAH recommandent d'adopter un langage non sexiste,. En novembre 2015, le Haut Conseil à l'égalité entre les femmes et les hommes (HCE) publie un Guide pratique pour une communication publique sans stéréotype de sexe,. Ce guide détaille dix recommandations qui invitent à promouvoir un langage reflétant le principe d’égalité entre les femmes et les hommes. Pour l’écrit, il propose notamment la pratique double genrée à l’aide du point (par exemple : « les sénateur.rice.s »). La possibilité d’utiliser le point médian comme alternative au point sera ajoutée dans la version 2016 du guide (par exemple : « les sénateur·rice·s »).
Le 21 février 2012 sous l'impulsion de Roselyne Bachelot, les termes et expressions « mademoiselle », « nom de jeune fille », « nom patronymique », « nom d'épouse » et « nom d'époux » sont supprimés des formulaires et correspondances administratifs français, par la circulaire no 5575.
La circulaire du 21 novembre 2017 précise les règles de féminisation et de rédaction des textes publiés au Journal officiel de la République française. Les formules inclusives de type « les candidats et les candidates » sont à privilégier. Les fonctions doivent être accordées au genre de la personne, donc au féminin lorsque la fonction est exercée par une femme. Il s'agit d'employer par exemple, « la ministre », « la secrétaire générale, préfète, cheffe de bureau », etc. En revanche, cette circulaire bannit l'usage du point médian dans les textes officiels, notamment les publications au Journal Officiel. Elle indique que : « le masculin est une forme neutre qu’il convient d’utiliser pour les termes susceptibles de s’appliquer aux femmes ». Après sa publication, Benjamin Moron-Puech, alors maître de conférences en droit privé à l'Université Paris-Panthéon-Assas tente un recours contre la circulaire
.
Le 6 mai 2021, dans une circulaire publiée au Bulletin officiel de l'Éducation nationale, et adressée aux recteurs d’académie, aux directeurs de l’administration centrale et aux personnels du ministère de l’Éducation nationale, le ministre Jean-Michel Blanquer proscrit une partie de l'écriture inclusive à l'école, en particulier son utilisation du point médian,,,.
En revanche après la circulaire de 2017 des autorités publiques indépendantes (par exemple la Commission nationale du débat public), non contraintes par les règles édictées par le gouvernement, continuent à utiliser le point médian dans leur communication.
Le 14 mars 2023, le tribunal administratif de Paris a débouté l'association FRancophonie A Venir de sa requête visant au retrait de deux plaques commémoratives, posées dans l'enceinte de l'Hôtel de Ville de Paris, rédigées en écriture inclusive,.
En mai 2023, le tribunal administratif de Grenoble annule des statuts du service des langues de l'Université de Grenoble-Alpes au motif qu'ils étaient rédigés en écriture inclusive.
Le 10 mai 2023, deux enseignants-chercheurs en droit privé de l'Université Lumière-Lyon-II, dont le professeur Benjamin Moron-Puech, ont proposé lors d'un examen de fin de semestre un énoncé en écriture inclusive et ont proposé aux étudiants d'y répondre de la même manière ; ils sont soutenus par leur établissement et par la ministre Sylvie Retailleau au motif de la liberté universitaire.

#### Académie française
En 2014, l'Académie française indique qu’elle « n’entend nullement rompre avec la tradition de féminisation des noms de métiers et fonctions… », mais souligne « le contresens linguistique sur lequel repose l’entreprise de féminisation systématique ». Elle récuse l'autorité du gouvernement à réformer la langue et s'oppose à cette tendance en 1984 puis en 2002. En 2014, elle reprend cependant une conclusion de la Commission générale de terminologie et de néologie qui « s'incline [devant] le désir légitime des individus de mettre en accord, pour les communications qui leur sont personnellement destinées, leur appellation avec leur identité propre ».
En 2017, l'Académie française prend une position défavorable aux marques de l'écriture inclusive, les estimant illisibles. Elle déclare notamment que « devant cette aberration « inclusive », la langue française se trouve désormais en péril mortel, ce dont notre nation est dès aujourd’hui comptable devant les générations futures »,. Éliane Viennot critique l'Académie, qui y « nie (…) l’activisme qu’a développé l’institution depuis une trentaine d’années pour entraver les évolutions que connaît la langue, sous la pression conjuguée des évolutions sociales (…) et des signaux positifs envoyés par le pouvoir via des circulaires enregistrant cette avancée (1986, 1998, 2017). »,,.
L'Académie française rédige en 2019 un rapport sur la féminisation des noms de métiers et de fonctions, en y préconisant le retour de certaines formes féminisées,. Elle renouvelle son opposition à l'écriture inclusive le lendemain de la parution de la circulaire de Jean-Michel Blanquer du 6 mai 2021 par une Lettre ouverte sur l'écriture inclusive.
La position de l'Académie française, ainsi que son rôle en général, sont vivement contestés par ses opposants,.

#### Débat médiatique
Le philosophe Yves Charles Zarka s'oppose à l'écriture inclusive, arguant qu'elle serait en réalité excluante, « illisible, imprononçable et impossible à enseigner ». Il décrit le langage inclusif comme « une tyrannie s’exerçant sur la langue qui vise à la soumettre à des exigences qui n’ont aucun fondement linguistique, pédagogique ou autre ».
L'usage des points médians se heurte selon certaines associations à certaines limites, notamment pour les populations en situation de handicap (dyslexiques, mal-voyants, analphabètes par exemple), âgées ou encore maîtrisant mal la langue française. Pour Sophie Cluzel, l'écriture inclusive serait une « régression » par rapport au Facile à lire et à comprendre (FALC), une méthode de communication inclusive anglo-saxonne qui utilise un langage et une ponctuation simplifiés, permettant de rendre l'information plus claire et plus accessible.

### Québec
Au Québec, la rédaction épicène est recommandée par l'Office québécois de la langue française (OQLF) depuis 1981,. L'Office québécois de la langue française préconise en premier lieu l'emploi de doublets complets (c.-à-d. la forme non réduite). À défaut, si l'on manque de place ou dans les écrits de style télégraphique, on peut utiliser les doublets abrégés avec des (parenthèses) ou des [crochets],, à l'exclusion d'autres formes.
Les réflexions sur le sujet sont nombreuses au Québec dès les années 1970. La féminisation lexicale est encouragée dès 1979 par l'Office québécois de la langue française, qui promeut également la rédaction épicène. Dans la Banque de dépannage linguistique, l'Office propose le sous-thème Féminisation et rédaction épicène, qui regroupe de nombreux articles sur ces sujets. Il offre également en ligne une formation sur la rédaction épicène.

### Suisse
Le courant prônant l'emploi d'un langage épicène (expression souvent employée en Suisse) atteint les sphères officielles à la fin du XXe siècle,. En 1996, la Chancellerie fédérale édite un « guide pour la formulation non sexiste des textes législatifs et administratifs » pour l'allemand — le Leitfaden zur sprachlichen Gleichbehandlung — puis, en 2000, un Guide de formulation non sexiste des textes administratifs et législatifs de la Confédération. Les administrations cantonales et les hautes écoles publient leurs propres recommandations[source secondaire nécessaire].
En juin 2019, le parlement de la ville de Zurich refuse d’examiner et de voter une interpellation rédigée (en allemand) par une conseillère communale UDC parce qu'elle n’utilise que le genre masculin. Cette décision est retoquée quelques mois plus tard par le Conseil de district de Zurich qui donne raison à l'élue UDC.
En juin 2021, la Chancellerie fédérale publie des directives qui proscrivent l'usage de l'astérisque et d'autres signes typographiques « chargés politiquement » tels que le point médian dans les textes de la Confédération en allemand,,. Elle publie des directives analogues pour le français en novembre de la même année. En juin 2022, le Conseil national adopte une motion interdisant l'utilisation de l'écriture inclusive au sein de l'administration fédérale,.
Selon un sondage mené fin mars 2023 pour le compte de TX Group auprès de 35 754 personnes de toute la Suisse, dont 7 763 Romands (marge d'erreur de 1,0 %), seule 18 % de la population francophone veille « à utiliser un langage inclusif à l'écrit et à l'oral » et seuls 9 % des Romands ont recours au point médian : « [l]e masculin générique reste [...] la solution préférée en Romandie ». Le professeur de linguistique de l'Université de Neuchâtel Louis de Saussure conclut que « le sentiment général est clairement que modifier la grammaire n'est pas une réponse adéquate au problème de l'inégalité ».

## Fabrication de la priorité du masculin dans la langue française
Éliane Viennot, dans sa recherche sur l'histoire du français, montre ses différents états et pratiques : double flexion, existence d'un genre neutre, masculin marqué en « s », etc.. Sa perspective diachronique, et elle y voit un processus pour rendre le masculin prépondérant,, et les organisations qui l'ont favorisé : 

« L'histoire de la langue, qui a beaucoup de choses à nous apprendre, révèle en réalité une grande fluidité dans les usages spontanés au cours du Moyen Âge et de la Renaissance, un phénomène peu normé que la grammaire académique du XVIIe siècle n'eut de cesse de vouloir réduire. Le forçage en question s'est accompli au profit d'une évidente « masculinisation de la langue française » et prend à tous égards une dimension politique. »

— Dire le Genre, Avec les mots, avec le corps., Christine Bard, Frédérique Le nan.
Le caractère volontariste des évolutions qu'elle décrit est parfois nuancé ou contesté. Ainsi, dans une tribune publiée en 2020 sur le site de Marianne, dans laquelle d'autres linguistes avancent que ces analyses partent du faux postulat que la langue aurait été « masculinisée » par des grammairiens durant des siècles, et qu'il faudrait donc remédier à l’effacement des femmes dans la langue. C’est selon eux une conception inédite de l’histoire des langues supposant une langue originelle « pure » que les élites masculines auraient pervertie, comme si les langues étaient sciemment élaborées par les locuteurs ou les locutrices.

### Du latin au français: fusion phonétique progressive du neutre et du masculin
Le latin (dont est issu le français) connaissait trois genres grammaticaux, comme aujourd'hui encore l'allemand ou le néerlandais : le masculin, le féminin et le neutre. La grande ressemblance entre le masculin (-us à la 2e déclinaison) et le neutre (-um à la 2e déclinaison) les a fait se rapprocher, puis se confondre à la suite de la chute phonétique de la consonne finale (phénomène d'amuïssement) dès la fin de l'Antiquité,. Le masculin est donc devenu le genre « par défaut », ce qui explique qu’il intervient dans l’accord par résolution (la fille et le garçon sont partis), comme indéfini (ils ont encore augmenté les impôts), impersonnel (il pleut), ou neutre (c’est beau).
Cette évolution a débouché au Moyen Âge sur un système à deux genres grammaticaux (aujourd'hui en vigueur dans toutes les langues romanes), qu'on désigne parfois par les expressions « genre non marqué » (masculin, parfois appelé aussi « masculin générique ») et « genre marqué » (féminin). Par exemple, le mot « chat » peut être soit commun (chat dont on ignore le sexe), soit masculin (chat de sexe mâle), alors que « chatte », substantif marqué, désigne nécessairement une féline femelle.
Mais en français l'idée du masculin générique, qui avance que le masculin pourrait faire office de neutre est discuté. En français, l'assimilation du masculin à un genre neutre viendrait du latin, où le neutre était effectivement un genre grammatical. En latin il se distinguait du féminin et du masculin, et n'était pas là pour remplacer l'un ou l'autre. Il ne désignait pas quelque chose de mâle ou de femelle.
Quelques traces d'un genre grammatical neutre subsistent en français moderne (voir Genre neutre en français moderne et contemporain).

### Moyen Âge
Au Moyen Âge, le langage utilisé se veut souvent épicène avec, à partir du XIVe siècle, mention courante de la forme masculine et féminine censée rendre compte de l'ordre créé par Dieu. Ainsi on trouvera dans le Mesnagier de Paris (qui est un ouvrage d'économie domestique qu'on ne peut taxer d'un parti pris en faveur de l'émancipation des femmes) en 1393 les termes suivants : « Premièrement d'orgueil j'ai esté orgueilleux ou orgueilleuse et ay eu vaine gloire de ma beauté, de ma force de ma louenge, de mon excellent aournement, et de l'abilité de mes membres et en ay donné matière et exemple de péchier à moult de hommes et de femmes qui me regardoient si orgueilleusement » (p. 32), « Certes, belle seur, je ne voy mie que, se la benoite vierge Marie sa mère ne nous sequeurt comme advocate » (p. 23).
Les textes attestent aussi que François Ier questionnant son poète Clément Marot sur le bon usage de la langue française concernant les questions d'accord se vit donner la règle de l'accord du participe passé suivante :
« Enfans, oyez une leçon :

Noſtre langue a ceſte façon,

Que le terme qui va devant,

Volontiers regiſt le ſuivant.

Les vieux exemples je ſuivray

Pour le mieux : car à dire vray

La chanſon fut bien ordonnée,

Qui dit. M’amour vous ai donnée ;

Et du bateau eſt eſtonné,

Qui dit : M’amour vous ay donné.

Voilà la force que poſſede

Le femenin, quand il precede.

Or prouverai par bons teſmoings,

Que tous pluriers n’en font pas moins.

Il faut dire en termes parfaits,

Dieu en ce monde nous a faits :

Faut dire en parolles parfaictes,

Dieu en ce monde les a faictes.

Et ne faut point dire, en effect :

Dieu en ce monde les a fait :

Ne nous a fait, pareillement,

Mais nous a faits tout rondement.

L’Italien, dont la faconde

Paſſe les vulgaires du monde,

Son langage a ainsi baſty

En diſant : Dio noi a fatti.
 »
— Clément Marot, Épigramme à ses disciples, CIX

« Enfants, oyez une leçon :

Notre langue a cette façon,

Que le terme qui va devant,

Volontiers régit le suivant.

Les vieux exemples je suivrai

Pour le mieux : car, à dire vrai,

La chanson fut bien ordonnée

Qui dit : M’amour vous ai donnée.

Et du bateau est étonné

Qui dit : M’amour vous ai donné

Voila la force que possède

Le féminin quand il précède.

Or prouverai par bons témoins

Que tous pluriels n’en font pas moins ;

Il faut dire en termes parfaits :

Dieu en ce monde nous a faits ;

Faut dire en paroles parfaites :

Dieu en ce monde les a faites ;

Et ne faut point dire en effet :

Dieu en ce monde les a fait.

Ni nous a fait, pareillement,

Mais nous a faits tout rondement.

L’italien, dont la faconde

Passe les vulgaires du monde,

Son langage a ainsi bâti

En disant : Dio noi a fatti.
 »
— Épigramme à ses disciples, CIX
La langue n'étant, au Moyen Âge, fixée par aucun code ni autorité et enrichie des variations des très nombreux dialectes et patois, il est difficile d'y déceler des tendances massives, et c'est avant tout la liberté des auteurs qui caractérise cette époque.

### Âge classique (XVIIeetXVIIIesiècles)
Alors que la Renaissance laissait encore une grande liberté aux écrivains en matière d'orthographe, c’est avec l'agrandissement du royaume de France que se constitue la nécessité d'unifier un territoire par la langue, afin de pouvoir transmettre les règles administratives. Ivan Illich le décrit pour la genèse de la grammaire espagnole de Nebrija dans ses travaux sur la disparition de l'usage de la langue vernaculaire. En France, c'est Richelieu qui initie ce mouvement d'unification du territoire par la langue, pendant aux conquêtes territoriales sous Louis XIV. Les grammairiens du XVIIe siècle entreprennent donc de réformer la langue pour la codifier et l'Académie française, fondée par Richelieu en 1635, devient la gardienne des règles édictées dans le domaine de la langue française. Les statuts de l'Académie sont clairs : « La principale fonction de l’Académie sera de travailler avec tout le soin et toute la diligence possibles à donner des règles certaines à notre langue et à la rendre pure, éloquente et capable de traiter les arts et les sciences (article XXIV) » - c'est-à-dire de remplacer le latin, qui demeure à l'époque la langue savante. Dans ce contexte, l'utilisation du masculin pour exprimer les deux genres ne représente qu'une partie des nouvelles règles imposées. Elle ne fait pas d'emblée consensus et provoque de grands débats.
Sur la question de l'accord en genre, le grammairien Claude Favre de Vaugelas affirme en 1647 dans un ouvrage de grammaire qui devient vite une référence majeure : le genre maſculin eſtant le plus noble, doit predominer toutes les fois que le maſculin & le feminin ſe trouuent enſemble, mais l’oreille a de la peine à s’y accommoder, parce qu’elle n’a point accouſtumé de l’ouir dire de cette façon (« le genre masculin étant le plus noble, [il] doit prédominer toutes les fois que le masculin et le féminin se trouvent ensemble, mais l’oreille a de la peine à s’y accommoder, parce qu’elle n’a point accoutumé de l’ouïr dire de cette façon »). Cette formulation est cependant un cas relativement isolé, et demeure purement linguistique, ne prétendant à aucune pertinence sociale. Cette règle ne fut pas unanimement acceptée, ni les raisons données jugées justifiées, et ce texte (comme l'idée qu'il contient) n'a jamais été utilisé dans l'enseignement. Ainsi Vaugelas note lui-même la résistance des femmes de Cour à cette masculinisation et propose de se soumettre à l'usage : Neantmoins puis que toutes les femmes aux lieux où l’on parle bien, diſent, la, & non pas, le, peut-eſtre que l’Vſage l’emportera ſur la raiſon, & que ce ne ſera plus vne faute (« Néanmoins, puisque toutes les femmes aux lieux où l’on parle bien, disent, la, et non pas, le, peut-être que l’usage l’emportera sur la raison, et que ce ne sera plus une faute ») (p. 28). Cette résistance est aujourd'hui attestée et documentée. Gilles Ménage rapporte ainsi une conversation avec Madame de Sévigné :
« Mad. de Sevigny s’informant de ma ſanté, je lui dis : Madame, je ſuis enrhumé. Elle me dit : Je la ſuis auſſi. Je lui dis : Il me semble, Madame, que ſelon les regles de nôtre langue il faudroit dire : Je le ſuis. Vous direz comme il vous plaira, répondit-elle, mais pour moi, je ne dirai jamais autrement que je n’aye de la barbe. »
— Gilles Ménage, Menagiana

« Madame de Sévigné s'informant sur ma santé, je lui dis : Madame, je suis enrhumé. Elle me dit : je la suis aussi. Il me semble, Madame, que selon les règles de notre langue, il faudrait dire : je le suis. Vous direz comme il vous plaira, répondit-elle, mais pour moi, je ne dirai jamais autrement que je n’aie de la barbe. »
— Menagiana
À la veille de la Révolution, Beaumarchais écrit dans Le Mariage de Figaro : J’étais née, moi, pour être ſage, et je la ſuis devenue (« J’étais née, moi, pour être sage, et je la suis devenue »),.

### XXesiècle: remise en question de la prééminence du masculin
Au cours du XXe siècle, la question du langage épicène émerge avec l'avancée du mouvement féministe dans les années 1970, sous l'impulsion d'écrivaines engagées. En France, Benoîte Groult, écrivaine féministe, abordait dès 1977 cette question, avec Ainsi soit-elle, mettant en particulier l’accent sur la féminisation des noms de professions.
Les ouvrages, théoriques comme pratiques, sur le langage « non sexiste » se sont succédé :
- Anne-Marie Houdebine, professeure émérite de linguistique et de sémiologie : Les femmes et la langue (in Tel Quel, 1977[159]), Trente ans de recherche sur la différence sexuelle (in Langage et société, 2003[160]), L'académie contre la langue française (corédigé avec Maria Candea et Yannick Chevalier, sous la direction d’Éliane Viennot, 2016[161]) ;
- Éliane Viennot, professeure de littérature : avec en particulier Non, le masculin ne l’emporte pas sur le féminin (2014), qui retrace trois siècles de batailles de grammairiens et les résistances sociales rencontrées pour imposer la règle de la prévalence du masculin dans les accords en genre[54],[162] ;
- Louise-Laurence Larivière, docteure en linguistique : Guide de féminisation des noms communs de personnes (2005[163]), ou encore Dis-moi comment tu te nommes et je te dirai qui tu es (in Nouvelles Questions Féministes, 2007[164]) ;
- Femme, j'écris ton nom… : guide d'aide à la féminisation des noms de métiers, titres, grades et fonctions (1999).

Dans le même temps, l'OQLF contribue au développement de cette conception du langage. En 1991, il publie le guide de féminisation Au féminin, rédigé par Monique Biron, et, en 2006, le guide de rédaction épicène Avoir bon genre à l'écrit, rédigé par Pierrette Vachon-L’Heureux et Louise Guénette.